# 辻節三
辻 節三（つじ せつぞう、1913年10月31日 - 2001年3月25日）は、日本の工学者。専門は制御工学。

## 経歴
福岡県に生まれる。1931年福岡県中学修猷館、1933年旧制福岡高等学校理科甲類を経て、1936年3月、九州帝国大学工学部を卒業。
卒業後、官立明治専門学校（現・九州工業大学）の講師となり、電気機械を講義、1938年教授に進む。1943年九州帝国大学の助教授となり、1950年教授に進み、1974年4月から1976年3月にかけて同工学部長を務める。九州大学を退職後、福岡大学工学部教授に就任。
1986年、勲二等旭日重光章を受章。2001年3月25日、心不全のため死去。